# Аргира Бруска
Света мученица Аргира је хришћанска светитељка. Ова мученица је била родом из Брусе. Тек што се удала за једног хришћанина, загледао се у њу неки Турчин из комшилука, и позивао је да згреши са њим. Христољубива Аргира је одбијала такве предлоге Турчина. Међутим овај се разбеснео и оптужи је суду, да је хтела примити ислам, па да се после одрекла. Од судије до судије, из тамнице у тамницу је света Аргира премештана пуних 15 година страдајући за Христа. Најзад је преминула у тамници у Цариграду, 1725. године.
Српска православна црква слави је 30. априла по црквеном, а 13. маја по грегоријанском календару.